# Mågestellet
Mågestellet er et dansk spisestel i porcelæn, der blev skabt i 1895 af Fanny Garde hos Bing & Grøndahl. Dets særlige stelform  blev skabt i 1880'erne af August Hallin. Stellet betegnes som et af de mest danske, der findes. Sammen med stellene Blå Blomst og Musselmønster er det mest udbredte service af porcelæn også til eksport. Mågestellet var med til at indlede jugendstilen i Danmark.
Garde fik sin inspiration til motiverne lige uden for vinduet af sit atelier: Her var opsat et foderbræt, som mågerne fløj til for at finde føde. Det meget omfattende Mågestel har bevaret det samme udseende siden produktionensstarten.
Mågestellet blev fremstillet i to forskellige varianter - hhv. med og uden guldkant.
Efter Bing & Grøndahls fusion med Den Kongelige Porcelænsfabrik i 1987 fortsætte produktionen af Mågestellet hos Royal Copenhagen.
Mågestellet blev taget ud af produktion i 2011.